# 44000 Lucka
44000 Lucka è un asteroide della fascia principale. Scoperto nel 1997, presenta un'orbita caratterizzata da un semiasse maggiore pari a 3,1077470 au e da un'eccentricità di 0,0433627, inclinata di 13,13772° rispetto all'eclittica. Ha un diametro di 7,674 km.